# Padamatang
Padamatang is een bestuurslaag in het regentschap Kuningan van de provincie West-Java, Indonesië. Padamatang telt 1009 inwoners (volkstelling 2010).